# Orlando Cepeda
Orlando Manuel Cepeda Pennes (Ponce, Puerto Rico, 17 de septiembre de 1937-San Francisco, California, 28 de junio de 2024) fue un jugador puertorriqueño de las Grandes Ligas de Béisbol. Jugó como primera base, aunque por necesidades del equipo, llegó a jugar en la tercera base. Conocido como Peruchín apodo heredado de su padre Perucho Cepeda, quién también fue beisbolista en Puerto Rico.
Cepeda nació en una familia pobre, su padre, Pedro Cepeda, fue un jugador de béisbol en Puerto Rico, hecho que influenció en su interés en este deporte desde edad temprana. Su primer contacto con el béisbol profesional llegó cuando era batboy para los Cangrejeros de Santurce de Puerto Rico. Pedro Zorilla, el dueño del equipo, convenció a su familia para que lo dejase asistir a una prueba de aptitud de los New York Giants. Jugó en varios equipos de Ligas Menores antes de ir a jugar con los Giants, quienes se habían mudado a San Francisco.
Durante una carrera que duró 16 años, jugó para los equipos San Francisco Giants (1958–1966),  St. Louis Cardinals (1966–1968), Atlanta Braves (1969–1972), Oakland Athletics (1972), Boston Red Sox (1973) y Kansas City Royals (1974). Cepeda jugó en siete Juegos de Estrellas, convirtiéndose en el primer jugador puertorriqueño en comenzar uno. En 1978, Cepeda fue sentenciado a cinco años en prisión por cargos de posesión de drogas, de los que solo estuvo encarcelado 10 meses y el tiempo restante de la sentencia estuvo en libertad bajo palabra. En 1987, Cepeda fue contratado por los San Francisco Giants para trabajar como scout y como "embajador de buena voluntad". En 1999, Cepeda fue elegido al Salón de la Fama del Béisbol por el Comité de Veteranos.

## Infancia
Orlando Cepeda nació en Ponce, Puerto Rico, fue hijo de Pedro Cepeda y de Carmen Pennes. Su padre fue un jugador profesional de béisbol en Puerto Rico, donde fue considerado como uno de los mejores jugadores de su generación. Cepeda vio jugar a su padre por primera vez en 1946, y se interesó de inmediato en el deporte.  Muchos jugadores de las Ligas Negras visitaron su casa, lo que influyó inmensamente en su visión del deporte. Se convirtió en un fan de Orestes Miñoso, siguiendo su carrera en la Liga Cubana, las Ligas Negras, las Ligas Mayores de Béisbol y el Caribe. Su familia era muy pobre, viéndose obligados a vivir en casas de madera, sin teléfono o refrigerador. Cuando tuvo 10 años de edad, Cepeda comenzó a vender periódicos y a participar en un torneo organizado por otros niños que también vendían periódicos. Su primera prueba de aptitud llegó tres años después, aunque practicó con el equipo por tres meses no logró llegar al roster. Cepeda entonces comenzó a jugar baloncesto, pero se desgarró el cartílago de una rodilla y requirió de una cirugía. Esta lesión lo mantuvo inactivo por casi un año, y el médico le aconsejó que dejara de practicar baloncesto. De nuevo comenzó a practicar béisbol, notando que su fuerza física había mejorado sustancialmente en esos últimos dos años. Un día, un jugador amateur lo observó jugar y lo reclutó para que jugara con su equipo. Este equipo ganó el campeonato amateur de Puerto Rico y fueron a jugar en contra del equipo de estrellas de República Dominicana. Pedro Zorilla, quien era el dueño de los Cangrejeros de Santurce asistió a ese juego mientras que observaba a otro jugador, pero su interés en Cepeda creció después de ver jugar a Cepeda. En 1953, Zorilla lo contrató en su equipo como batboy. Después de retirarse del béisbol, Pedro Cepeda trabajó para el gobierno de Puerto Rico, revisando el agua de los ríos del municipio. Contrajo  malaria, la cual eventualmente precipitó su muerte a los 49 años de edad. Esta enfermedad empeoró la situación económica de la familia, mudándose de Guayama a Juncos, donde su situación se deterioró aún más. Volvieron a mudarse, esta vez a San Juan, donde su madre trabajó en ocupaciones raras para apoyar a la familia. Después de la muerte de su padre, no había suficiente dinero en la casa como para pensar en estudiar en una universidad. Entonces Cepeda trabó amistad con varios criminales que vivían en su barrio, quienes solían robar para divertirse.

## Carrera en el béisbol

### Ligas menores
Zorilla convenció a la familia de Cepeda para pagar un boleto de avión, para participar en una prueba de los New York Giants. Después de la prueba, fue asignado al equipo de Sandersville, un equipo de Clase D. Cepeda más tarde fue transferido a un equipo en Salem (Virginia). Tuvo problemas para adaptarse ya que no hablaba inglés y debido a la segregación racial promovida por las leyes de Jim Crow. Poco tiempo después de ir a Salem, Zorilla le llamó informándole que su padre estaba en estado crítico. Pedro Cepeda murió días después, Orlando pagó los gastos del funeral y regresó a Salem. Cepeda estaba deprimido, lo que afectó su rendimiento. Quiso renunciar y regresarse a Puerto Rico, pero Zorilla lo convenció para jugar con los Kokomo Giants, un equipo que participaba en la Liga del Valle del Misisípi-Ohio. Poco tiempo después, Walt Dixon, el mánager del equipo, lo asignó para jugar en la tercera base. Cepeda tuvo un promedio de bateo de 0,393, conectando 21 home runs y 91 carreras impulsadas. Jim Tobin, quien era el dueño de su contrato, notó su potencial y lo vendió de nuevo a los New York Giants. Después de una breve visita a Puerto Rico, Cepeda regresó a Nueva York before para ir a jugar con St. Cloud, equipo de Clase C. Ahí fue reasignado a la primera base, una posición a la que se adaptó rápidamente. Ese año, Cepeda ganó la Triple Corona de la Liga Norte, finalizando con un promedio de bateo de 0,355 con 112 carreras impulsadas y 26 home runs. Jack Schwarz lo promovió a la Clase B, una decisión que el protestó, haciendo notar que varios jugadores con peores rendimientos que el suyo habían sido enviados a la AA. Con una sólida actuación en la Clase B, Cepeda jugó con los Cangrejeros en la Puerto Rico Baseball League durante el invierno, terminando con promedios de 0,310, 11 home runs y 40 impulsadas. Entonces firmó un contrato de Clase A con Springfield, con la condición de que solo firmaría si le permitían jugar con los Minneapolis Millers en los entrenamientos de primavera. Cepeda tuvo un comienzo lento pero sus promedios mejoraron y fue mantenido dentro del roster. Al terminar la temporada de 1957 con los Millers, volvió a Puerto Rico a jugar. Mientras jugaba con Santurce, Bill Rigney, Horace Stoneham y Tom Sheehan lo reclutaron para los Giants, quienes se acababan de mudar de Nueva York a San Francisco. Fue invitado a los entrenamientos de primavera de San Francisco junto con otros prospectos como Felipe Alou y Willie Kirkland.

### San Francisco Giants (1958-1966)
Fua llamado por los San Francisco Giants en 1958, en su primera temporada, Cepeda tuvo un promedio de bateo de 0,312 con 25 home runs y 96 RBIs, siendo líder de la Liga Nacional en hits dobles (38), y fue nombrado como el Novato del Año. Firmó su primer contrato de Ligas Mayores diez minutos antes de debutar en la liga, ganando 7.000 dólares en su primera temporada. En San Francisco, el equipo recibió mucha atención por parte de los medios de comunicación. Debido a su rendimiento, le aumentaron el sueldo a 9.500 dólares en junio. Durante esta temporada, Cepeda vivió con Rubén Gómez, pero dejó de hacerlo al empezar a haber entre ellos cierta tensión. Sus promedios permanecieron estables a lo largo de la temporada, nunca cayendo por debajo de 0,305, el que fue su porcentaje en septiembre. Al final de la temporada los Giants perdieron en la carrera por llegar a playoffs.  Cepeda y Willie Mays fueron los únicos jugadores de la Liga nacional que lograron terminar la temporada entre los mejores en hits, home runs, carreras impulsadas, promedio de bateo, carreras anotadas y bases robadas. Fue seleccionado de manera unánime como "Novato del Año", convirtiéndose en el segundo jugador en recibir este premio de esta manera, solo después de Frank Robinson. también fue seleccionado como el "Most Valuable Giant" por el periódico San Francisco Examiner. El 28 de septiembre de 1958, se le entregó una placa por este reconocimiento. Al terminar la temporada, Cepeda usó su salario para comprarle una casa nueva a su madre. Ese mismo año fue el campeón de bateo de la Liga de Puerto Rico con un promedio de 0,362, mientras Santurce ganaba el campeonato de la liga. Los Giants le ofrecieron un contrato por 12.000 dólares, el cual rechazó, exigiendo 20.000. Después de negociaciones, llegaron a un acuerdo por 17.000.
En 1959, Cepeda acudió a los entrenamientos de primavera con más confianza que el año anterior. Abrió la temporada conectando hits en nueve juegos consecutivos, con 15 hits en sus primeros 35 turnos al bate. Tuvo un pequeño bajón en su desempeño en la segunda mitad del mes de mayo, pero Cepeda se recuperó, conectando 12 home runs hasta el 4 de junio de 1959. Cepeda fue cambiado brevemente de posición a la tercera base para abrirle un espacio en el roster para Willie McCovey, pero fue acomodado en el outfield después de cometer varios errores en esa posición. Conectó seis home runs entre agosto y septiembre. Los Giants se mantuvieron en la lucha por llegar a playoffs en la Liga Nacional durante la parte final de la temporada, pero fueron eliminados después de perder una serie en contra de los Dodgers, finalizando en la tercera posición. Al terminar la temporada, Cepeda terminó como el líder de los Giants en promedio de bateo (0,317) y carreras impulsadas (105). Cepeda al buscar una casa en el área de San Francisco se mudó de Daly City, California a Sunset District, San Francisco, California. En 1960, los Giants lo movieron de nuevo a la primera base después de que McCovey fuera enviado a las ligas menores. Cepeda terminó con un promedio de 0,297, con 24 home runs y 96 impulsadas. El 3 de diciembre de 1960, Cepeda se casó con Annie Pino en una ceremonia en una pequeña iglesia en San Juan.
En 1961, Cepeda tuvo su mejor temporada. Fue el líder de la liga en carreras impulsadas (142) y home runs (46). de nuevo fue seleccionado al Juego de estrellas. Los Giants fueron los líderes de la Liga nacional en carreras anotadas, mientras el cuerpo de pitcheo tuvo un promedio de carreras limpias de 3,77. Terminaron en la tercera posición de su división. Cepeda terminó en el segundo lugar de la votación por el Jugador Más Valioso detrás de Frank Robinson. Al final de esa temporada, Cepeda tenía un salario de 30.000 dólares y pidió 20.000 más basado en su rendimiento. Los Giants consideraron que estaba ganando mucho para ser un jugador de cuarto año, y comenzaron las negociaciones hasta llegar a un acuerdo por 46.000 dólares. En 1962, los Giants tuvieron un buen balance en su actuación, llegando a ser considerados como rivales de consideración, especialmente por los Dodgers. Varios jugadores de los Giants, incluido Cepeda, participaron en el Juego de Estrellas. Terminaron empatados en la cima de la división junto con los Dodgers, así que jugaron una serie de playoff para determinar al campeón de la Liga nacional, la que ganaron por 2-1. avanzaron hasta la Serie Mundial, enfrentando a los New York Yankees. Nueva York ganó la serie hasta el séptimo juego. Cepeda tuvo un promedio de bateo de 0,306, con 35 home runs y 114 carreras impulsadas. En 1961 y 1962, Cepeda tuvo buenos números; sin embargo, tuvo muchos problemas con el mánager del equipo, Alvin Dark, al punto de llegar a faltar a algunos partidos. Entre las cosas que Dark hizo al ser nombrado mánager figuró decir que los jugadores latinoamericanos deberían dejar de hablar en español en las instalaciones del club. Cepeda le confrontó de inmediato, después de lo que Dark evitó reuniones de equipo con los jugadores hispanos.
Durante el invierno, Cepeda regresó a jugar a Puerto Rico, donde sufrió una lesión en una rodilla mientras entrenaba. En 1963, jugó toda la temporada de Grandes Ligas con esa lesión, sin informarles a los Giants consciente de que podría perder su lugar en el roster. Sufría de dolores constantes, pero aun así estuvo en la carrera por el título de bateo en contra de Roberto Clemente, Dick Groat y Tommy Davis, terminando en el quinto lugar. Su promedio de bateo fue de 0,316, con 34 home runs y 97 impulsadas. En 1964, San Francisco permanecieron en la pelea por los playoffs hasta la última semana, cuando los St Louis Cardinals vencieron a los New York Mets para asegurar su lugar. Cepeda fue el líder del equipo en el promedio de bateo con 0,304 y un porcentaje de slugger de 0,539. Cepeda asistió al entrenamiento de primavera de 1965, teniendo una participación limitada. Uno de sus amigos, quien era de México le llevó una jarra llena de alcohol y mariguana para ayudarle a reducir el dolor, haciendo notar que era un "viejo remedio mexicano". Un empleado del club se dio cuenta de ello y le ofreció un cigarro de marihuana, el cual aceptó. Después de este evento, consumió la droga de manera regular para "relajarse". Durante los primeros juegos de esa temporada tuvo una gran inflamación en la rodilla, y un grupo de médicos le recomendaron que dejara de jugar. Sin embargo Cepeda se negó ya que el béisbol era su principal fuente de ingresos. Recibió tratamiento de Gene Sollovief, un doctor ruso, quien le implementó un régimen de ejercicios. Regresó a jugar, pero sostuvo 34 turnos al bate con un promedio de 0,176 con tres home runs. Regresó a Puerto Rico, donde llevó otra terapia física. Su esposa estaba embarazada de su primer hijo, Orlando junior. Asistió a los entrenamientos de primavera de 1966, recuperado de la lesión. Sin embargo, no fue colocado en el roster de los Giants. Tiempo después fue informado de que había sido canjeado al equipo St. Louis Cardinals por el pitcher Ray Sadecki.

### St Louis Cardinals (1966-1968)
Los Giants estaban jugando una serie en contra de los Cardinals en la ciudad de St. Louis, así que Cepeda se unió al equipo en su propia sede. Bob Howsam, el mánager general del equipo, estaba interesado en el debido a que tenían problemas ofensivoss. Después del canje, los Cardinals le ofrecieron un contrato por 53.000 dólares. Cepeda se mudó a una casa en Olivette. Los Cardinals finalizaron en la sexta posición de la división, con una marca de 83-79. En su primera temporada con San Luis jugó en 123 partidos, con un promedio de bateo de 0,303.
En 1967, los Cardinals entraron con pocas posibilidades de llegar a postemporada. Cepeda comenzó la temporada con una fuerte ofensiva, al punto de impulsar siete carreras en un solo juego. Los Cardinals fueron contendientes al principio de la ltemporada junto con los Chicago Cubs, pero terminaron como los líderes de la Liga Nacional. El juego ofensivo de Cepeda permaneció estable. Jugó en su séptimo Juego de Estrellas, que ganó la Liga Nacional por 2-1. Los Cardinals vencieron a los Boston Red Sox en la Serie Mundial. Finalizó la temporada con un promedio de bateo de 0,325 y 111 carreras impulsadas. Cepeda fue nombrado como el MVP de la Liga Nacional. Fue el segundo jugador, después de  Carl Hubbell en ganar el premio de manera unánime. Es el único jugador en la historia del béisbol que ha ganado los premios como el Mejor Novato y el Más Valioso de manera unánime. Fue el primer jugador latinoamericano en ganar los títulos de home run y carreras impulsadas.
En 1968, los Cardinals fueron considerados como el equipo más fuerte de las Ligas Mayores. Los Cardinals llegaron a la Serie Mundial por segundo año consecutivo en contra de los Detroit Tigers, quienes ganaron su primera Serie mundial desde 1945. Cepeda terminó la temporada con su peor promedio de bateo en su carrera, con promedio de 0,248 con 16 home runs y 73 carreras impulsadas. Las cantidades más bajas en toda su carrera. En marzo de 1969, los Cardinals lo canjearon a los Atlanta Braves a cambio de Joe Torre.

### Años finales: Atlante Braves
Este cambio tomó por sorpresa a Cepeda, considerando la opción del retiro al saber que su nuevo equipo eran los Braves, pero no lo hizo después de platicar con su esposa. Se mudó a Atlanta preguntándose si aún estarían en efecto las Leyes de Jim Crown, pero su preocupación desapareció al mudarse. Cepeda asistió al entrenamiento de primavera de 1969 en West Palm Beach, Florida, siendo bienvenido al equipo por Hank Aaron. Los Braves ganaron la División Este de la Liga Nacional con una marca de 33-69, antes de perder en la siguiente ronda en contra de los New York Mets. Cepeda tuvo un promedio de bateo de 0,257 con 22 home runs y 88 impulsadas.
En 1970, los Braves finalizaron en el cuarto lugar de su división. Cepeda finalizó con un promedio de 0,305, 34 home runs y 111 impulsadas. En 1971, Cepeda comenzó la temporada con una ofensiva sólida, pero se volvió a lesionar una rodilla, esta vez en su casa. La lesión fue tan seria que obligó a Cepeda a jugar solo en una parte de la temporada, teniendo bajos promedios. En septiembre viajó a Nueva York donde se sometió a otra cirugía, regresando a Puerto Rico para recuperarse. En 1972, Cepeda comenzó a jugar de nuevo aún con dolor. 

### Oakland Athletics
En julio, Cepeda fue canjeado a los Oakland Athletics por Denny McLain. Después de jugar en su primera semana, fue hospitalizado y tuvo una segunda cirugía en la rodilla lastimada. Cepeda permaneció en Oakland por tres meses antes de regresar a Puerto Rico. Al llegar recibió un telegrama de Charlie Finley, el dueño de los Athletics, diciendo que si no respondía en un plazo de tres días sería puesto en libertad (para ser contratado por otro equipo). Cepeda decidió no responder, con la intención de retirarse.

### Boston Red Sox
En 1973, la Liga Americana estableció la posición de bateador designado. Los Boston Red Sox lo contactaron, diciéndole que su rol dentro del equipo solo sería batear. Cepeda se convirtió en el primer jugador en firmar un contrato para jugar exclusivamente como bateador designado. Cepeda tuvo un promedio de 0,289 con 20 home runs y 86 carreras impulsadas en 550 turnos al bate. Fue nombrado como el Bateador Designado del Año. Fue a Puerto Rico y se preparó para la temporada de 1974, pero decidieron dejarlo libre junto con Luis Aparicio. 

### Kansas City Royals
Después de jugar brevemente en México, los Kansas City Royals le ofrecieron un contrato. En su última temporada, Cepeda tuvo 107 turnos al bate, con un promedio de bateo de 0,215 y un home run. El ocaso de una brillante carrera.

## Retiro
Cepeda y Pino se divorciaron en 1973. Conoció a Nydia Fernández y se casaron en 1975, teniendo dos hijos, Malcom y Ali.
Ese mismo año, Cepeda viajó a Colombia para dar una clínica de béisbol: tuvo una reunión con traficantes de drogas que lo convencieron de llevar 2,5 kilos de mariguana en un par de cajas (las cuales llegarían días después) en su viaje de regreso ya que Cepeda había seguido usándola desde 1965. Regresó a Puerto Rico, y esperó diez días antes de llamar al aeropuerto para ver si habían llegado las cajas. Cuando fue a recogerlas le dijeron que no podían entregárselas ya que no se habían pagado los costes de envío. Le fueron entregadas y de inmediato fue arrestado por posesión de drogas.
En 1978, después de tres días de juicio, Cepeda fue declarado culpable y sentenciado a cinco años de prisión. Cepeda solo estuvo en prisión por 10 meses y el resto de su condena en libertad bajo palabra. Por motivos de seguridad fue trasladado a la ciudad de Filadelfia.
Cepeda se convirtió al budismo el 17 de abril de 1983. Un año después se mudó a Los Ángeles, y su relación con Fernández fue deteriorándose durante ese período. Ella puso una demanda de divorcio, lo abandonó y regresó a Puerto Rico con Malcom y Ali. Un amigo le presentó a Mirian Ortiz, con quien se casó.

### Honores
Su episodio relacionado con drogas lo mantuvo marginado y fuera del Salón de la Fama del Béisbol. Fue seleccionado en 1999, siendo elegido por el Comité de Veteranos, siendo junto con Roberto Clemente, Edgar Martinez, Ivan Rodriguez  y Roberto Alomar Jr. como los únicos jugadores puertorriqueños en Cooperstown.
Los Giants retiraron el número usado por Orlando Cepeda, el número 30. El 6 de septiembre de 2008, los Giants develaron una estatua de Cepeda en sus instalaciones. Es el cuarto jugador de los Giants en ser honrado con una estatua, los otros son Willie Mays, Willie McCovey y Juan Marichal.

### Complicaciones de salud y muerte
Orlando Cepeda fue hospitalizado en febrero del 2018 después de una enfermedad. Había presentado un episodio cardíaco y una lesión en su cabeza en un estacionamiento en el Rancho Solano Golf Course en Fairfield, California. Estuvo hospitalizado por varios meses antes de ser dado de alta.
En 2020, Cepeda demandó a su nuera por abuso financiero, fraude, negligencia en el manejo de sus finanzas después de otorgarle su poder como abogada en 2018, después de originar alteraciones emocionales en un anciano sufriendo también de demencia.
Orlando Cepeda falleció el 28 de junio de 2024 a la edad de 86 años. Su muerte ocurre 10 días después de su antiguo compañero en el equipo de los Giants Willie Mays.